# Завадувка (Володавський повіт)
Завадувка (пол. Zawadówka) — село в Польщі, у гміні Уршулін Володавського повіту Люблінського воєводства. Населення — 141 особа (2011).

## Історія
За даними етнографічної експедиції 1869—1870 років під керівництвом Павла Чубинського, у селі переважно проживали греко-католики, які розмовляли українською мовою.
У 1975—1998 роках село належало до Холмського воєводства.

## Демографія
Демографічна структура станом на 31 березня 2011 року:
|          | Загалом | Допрацездатний вік | Працездатний вік | Постпрацездатний вік |
| -------- | ------- | ------------------ | ---------------- | -------------------- |
| Чоловіки | 66      | 16                 | 40               | 10                   |
| Жінки    | 75      | 15                 | 40               | 20                   |
| Разом    | 141     | 31                 | 80               | 30                   |